# Paramonecphora karschi
Paramonecphora karschi är en insektsart som först beskrevs av William Lucas Distant 1908.  Paramonecphora karschi ingår i släktet Paramonecphora och familjen spottstritar. Inga underarter finns listade i Catalogue of Life.